# Gunnar Utterberg
Gunnar Uttenberg, né le 28 novembre 1942 à Jönköping et mort le 12 septembre 2021, est un kayakiste suédois.

## Palmarès

### Jeux olympiques
- Tokyo 1964 :
  -  Médaille d'or en K-2 1 000 m avec Sven-Olov Sjödelius.